# Stanisław Henryk Rymaszewski

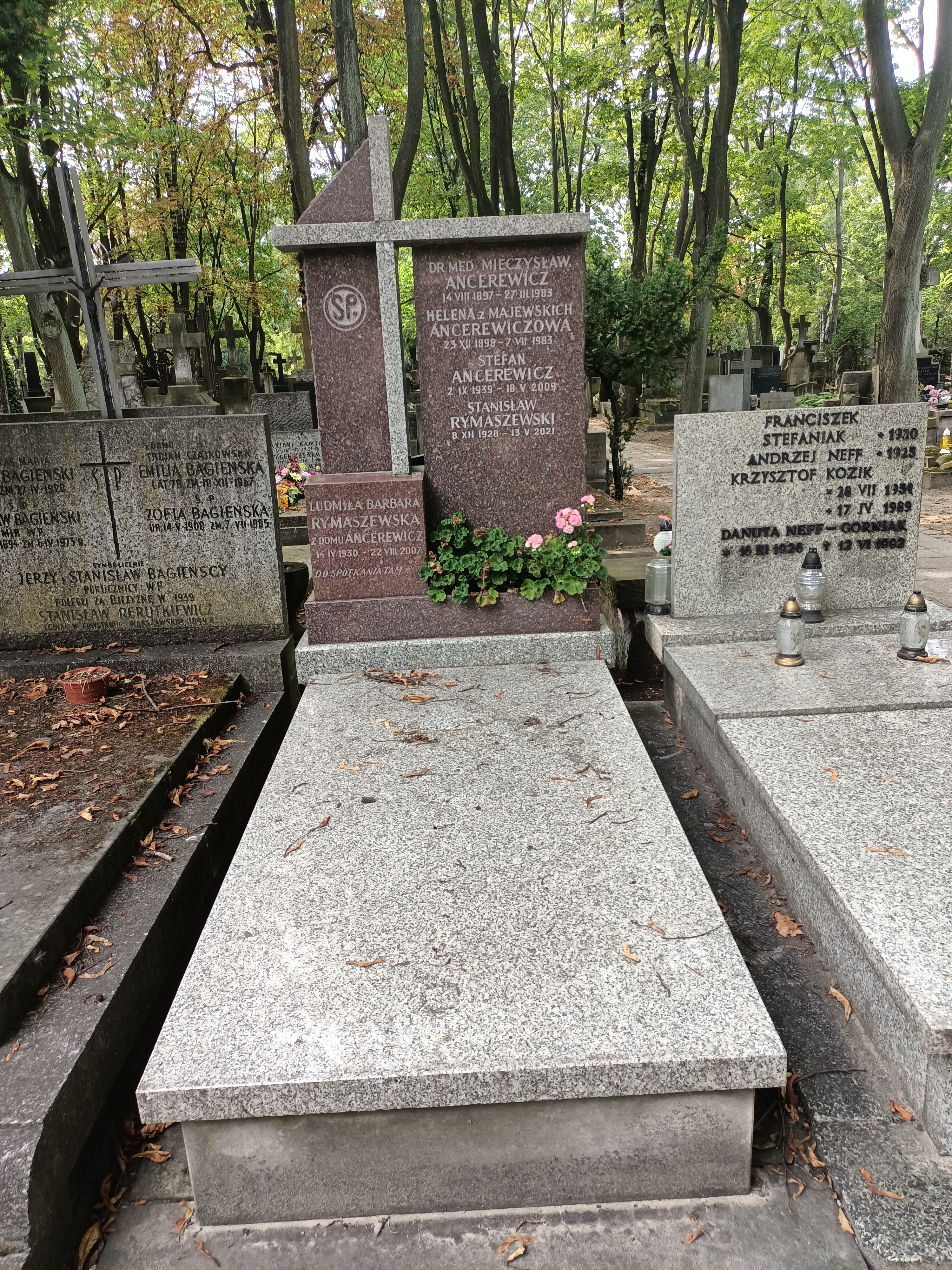
Grób Stanisława Rymaszewskiego na Cmentarzu Powązkowskim

Stanisław Henryk Rymaszewski, ps. „Maks” (ur. 8 grudnia 1928 w Warszawie, zm. 13 maja 2021) – polski architekt.

## Życiorys
Syn Władysława Jana Rymaszewskiego. Jego matka pracowała w 1920 w Amerykańskim Komitecie Pomocy Polakom w Wilnie, a później w ambasadzie amerykańskiej w Polsce, a po II wojnie światowej jako nauczycielka w gimnazjum Lisa-Kuli. W czasie II wojny światowej był żołnierzem Armii Krajowej i walczył w powstaniu warszawskim w zgrupowaniu Pułku „Baszta”. W 1947 roku zdał maturę w gimnazjum Lisa-Kuli i zadał egzamin wstępny na Uniwersytet Warszawski. W 1952 roku ukończył studia na Wydziale Architektury Politechniki Warszawskiej.
Był głównym projektantem w biurze Miastoprojekt-Stolica w Warszawie. Pracował również jako architekt w Ghanie (1962–1967) i Nigerii (po 1967). W czasie stanu wojennego w Polsce przeniósł się wraz z rodziną do Kanady skąd powrócił do Polski na stałe w latach 90. XX wieku.
Był członkiem Oddziału Warszawskiego Stowarzyszenia Architektów Polskich oraz od 2002 członkiem Mazowieckiej Okręgowej Izby Architektów RP.
Pochowany został na cmentarzu Powązkowskim w Warszawie.

## Ważniejsze prace
- osiedle Muranów Północny, Warszawa (1956–1965) – współautor Wacław Eytner;
- budynek mieszkalny, Al. Jana Pawła II 68, Warszawa (1962) – współautorzy: Danuta Szafnicka-Perzyńska – II nagroda w konkursie Mister Warszawy 1962;
- Centrum Targowe (International Trade Fair), Accra, Ghana (1967) – współautorzy: Vic Adegbite (kierownik zespołu), Jacek Chyrosz[3].